# Mikrusek
Mikrusek (Microcebus) – rodzaj ssaków z rodziny lemurkowatych (Cheirogaleidae).

## Rozmieszczenie geograficzne
Rodzaj obejmuje gatunki występujące endemicznie na Madagaskarze.

## Charakterystyka
Długość ciała (bez ogona) 8,4–14 cm, długość ogona 10–17,4 cm,; masa ciała 31–68 g. Microcebus ma miękką i krótką sierść w kolorze szarym lub rudo-brązowym. Podbrzusze ma kolor biały. Miejsce ich występowania to m.in. lasy deszczowe.  	

## Systematyka
Rodzaj zdefiniował w 1828 roku francuski przyrodnik Étienne Geoffroy Saint-Hilaire w podręczniku swojego autorstwa będącym kursem historii naturalnej ssaków. Gatunkiem typowym jest (oznaczenie monotypowe) mikrusek myszaty (M. murinus).

### Etymologia
- Microcebus: gr. μικρος mikros ‘mały’; κήβος kēbos ‘długoogoniasta małpa’[12].
- Scartes: gr. σκαρτης skartēs ‘skoczek’[13]. Gatunek typowy (oznaczenie monotypowe): Lemur murinus J.F. Miller, 1777.
- Gliscebus: łac. glis, gliris ‘popielica’; κήβος kēbos ‘długoogoniasta małpa’[14]. Gatunek typowy: Lesson wymienił dwa gatunki – Lemur murinus J.F. Miller, 1777 i Microcebus rufus Lesson, 1836 – z których gatunkiem typowym jest (późniejsze oznaczenie)[15] Lemur murinus J.F. Miller, 1777.
- Myscebus (Myocebus): gr. μυς mus, μυος muos ‘mysz’; κήβος kēbos ‘długoogoniasta małpa’[16]. Gatunek typowy (oznaczenie monotypowe): Myscebus palmarum Lesson, 1840 (= Lemur murinus J.F. Miller, 1777).
- Azema: J.E. Gray nie wyjaśnił znaczenia nazwy rodzajowej[6][17]. Dunkel i współpracownicy w 2012 roku podjęli poszukiwania znaczenia nazwy w literaturze opublikowanej około 1870 roku. Nazwę tę znaleźli w brytyjskiej komedii The Palace of Truth autorstwa W.S. Gilberta, której premiera odbyła się 19 listopada 1870, prawie półtora tygodnia przed datą widniejącą na wstępie manuskryptu Graya, także opublikowanego w Londynie. W komedii jedna z postaci nosi imię  Azema, więc autorzy doszli do wniosku, że Gray oglądał komedię i stworzył nazwę rodzajową na podstawie imion jej bohaterów[18]. Gatunek typowy (oznaczenie monotypowe): Cheirogaleus smithii J.E. Gray, 1842 (= Gliscebus rufus Lesson, 1840).
- Murilemur: łac. mus, muris ‘mysz’; rodzaj Lemur Linnaeus, 1758 (lemur)[19]. Gatunek typowy (oznaczenie monotypowe): Lemur murinus J.F. Miller, 1777.

### Podział systematyczny
Opisany w 2006 roku Microcebus mittermeieri (mikrusek miedziany) jest obecnie (2023) uważany za młodszy synonim M. lehilahytsara. Do rodzaju należą następujące gatunki:
| Grafika | Gatunek                  | Autor i rok opisu | Nazwa zwyczajowa         | Podgatunki         | Rozmieszczenie geograficzne | Podstawowe wymiary                                 | Status IUCN |
| ------- | ------------------------ | --- | ------------------------ | ------------------ | --- | -------------------------------------------------- | ----------- |
|         | Microcebus murinus       | (J.F. Miller, 1777) | mikrusek myszaty         | gatunek monotypowy | zachodnie i południowo-wschodnie wybrzeże (na południe od Parku Narodowego Ankarafantsika; na południowy wschód aż do lasów przybrzeżnych strefy ochrony przyrody Mandena); zakres wysokości: 0–800 m n.p.m.                                                               | DC: 12–14 cm DO: 13–14,5 cm MC: około 60 g         | LC          |
|         | Microcebus griseorufus   | Kollman, 1910 | mikrusek szarobrązowy    | gatunek monotypowy | wybrzeże od Lamboharany i rezerwatu specjalnego Beza-Mahafaly do rezerwatów Berenty i Petriky na południu; zakres wysokości: 0–250 m n.p.m. | DC: 12–13 cm DO: 14–15 cm MC: 40–50 g              | LC          |
|         | Microcebus danfossi      | Olivieri, E. Zimmermann, Randrianambinina, Rasoloharijaona, R. Rakotondravony, Guschanski & Radespiel, 2007 | mikrusek leśny           | gatunek monotypowy | znany tylko z obszaru między rzeką Sofia a rzeką Maevarano; zakres wysokości: 0–780 m n.p.m. | DC: 12,7–13,6 cm DO: 16,5–17,3 cm MC: około 63 g   | VU          |
|         | Microcebus ravelobensis  | E. Zimmerman, Ehresmann, Zeitemann, Radespiel, Randrianambinina & Rakotoarison, 1997 | mikrusek złotobrązowy    | gatunek monotypowy | obszar Parku Narodowego Ankarafantsika oraz Port-Bergé, pomiędzy rzeką Mahajamba i rzeką Sofia; granice zasięgu niepewne; zakres wysokości: poniżej 500 m n.p.m. | DC: 9–13 cm DO: 14,7–17,4 cm MC: około 54–57 g     | VU          |
|         | Microcebus macarthurii   | Radespiel, Olivieri, Rasolofoson, Rakotondratsimba, Rakotonirainy, Rasoloharijoana, Randrianambinina, J.H. Ratsimbazafy, Ratelolahay, Randriamboavonjy, Rasolofoharivelo, Craul, Rakotozafy & Randrianarison, 2008 | mikrusek skryty          | gatunek monotypowy | znany tylko z miejsca typowego (około 26 km na zachód od Maroantsetry) | DC: 11–12 cm DO: około 14,7 cm MC: około 53 g      | EN          |
|         | Microcebus jonahi        | Schüßler, Salmona, Blanco, Poelstra, Andriambeloson, A. Miller, Randrianambinina, Rasolofoson, Mantilla-Contreras, Chikhi, E.E. Louis, Yoder & Radespiel, 2020                                                     |                          | gatunek monotypowy | znany tylko z obszaru w pobliżu Ambavaly | DC: brak danych DO: brak danych MC: brak danych    | EN          |
|         | Microcebus gerpi         | Radespiel, J.H. Ratsimbazafy, Rasoloharijaona, Raveloson, Andriaholinirina, R. Rakotondravony, Randrianarison, & Randrianambinina, 2012                                                                            | mikrusek długoogonowy    | gatunek monotypowy | znany tylko z miejsca typowego w lesie Sahafina; zakres wysokości: 30–230 m n.p.m. | DC: około 8,4 cm DO: około 14,8 cm MC: około 68 g  | CR          |
|         | Microcebus tavaratra     | Rasoloarison, S.M. Goodman & Ganzhorn, 2000 | mikrusek brązowogrzbiety | gatunek monotypowy | obszar Ankarany, Analamerany, Andavakoery i Andrafiameny; zakres wysokości: 20–250 m n.p.m. | DC: 12–14 cm DO: 15–16 cm MC: około 54 g           | VU          |
|         | Microcebus tanosi        | Rasoloarison, Weisrock, Yoder, D. Rakotondravony & Kappeler, 2013 | mikrusek większy         | gatunek monotypowy | lasy Manantantely i Ivorana | DC: 11,6–14 cm DO: 11,5–15 cm MC: 48–60 g          | EN          |
|         | Microcebus jollyae       | E.E. Louis, Coles, Andriantompohavana, Sommer, Engberg, Zaonarivelo, Mayor & Brenneman, 2006 | mikrusek szarobrzuchy    | gatunek monotypowy | Kianjavato (być może tuż na południe od rzeki Mananara do północnego brzegu rzeki Mananjary) i las Marohita | DC: 13–14 cm DO: 12–14,5 cm MC: 49–89 g            | EN          |
|         | Microcebus simmonsi      | E.E. Louis, Coles, Andriantompohavana, Sommer, Engberg, Zaonarivelo, Mayor & Brenneman, 2006 | mikrusek rudy            | gatunek monotypowy | znany tylko z obszaru Betampona, Zahamena i Tampolo oraz z wyspy Nosy Boraha (u północno-wschodniego wybrzeża) | DC: około 9,2 cm DO: około 14,2 cm MC: 42–65 g     | EN          |
|         | Microcebus mamiratra     | Andriantompohavana, Zaonarivelo, Engberg, Randriamampionona, McGuire, Shore, Rakotonomenjanahary, Brenneman & E.E. Louis, 2006                                                                                     | mikrusek wyspowy         | gatunek monotypowy | Nosy Be (głównie rezerwat przyrody Lokobe Strict) i przyległy ląd stały | DC: około 12,7 cm DO: około 14,3 cm MC: około 58 g | EN          |
|         | Microcebus margotmarshae | E.E. Louis, Engberg, McGuire, McCormick, Randriamampionona, Ranaivoarisoa, C.A. Bailey, Mittermeier & Lei Runhua, 2008                                                                                             | mikrusek reliktowy       | gatunek monotypowy | znany tylko z miejsca typowego (klasyfikowany las Antafondro) | DC: 11–12 cm DO: około 14 cm MC: około 49 g        | EN          |
|         | Microcebus sambiranensis | Rasoloarison, S.M. Goodman & Ganzhorn, 2000 | mikrusek sambirański     | gatunek monotypowy | znany tylko z rezerwatu specjalnego Manongarivo; prawdopodobnie na półwyspie Ampasindava i masywie Tsaratanana | DC: 11–12 cm DO: 13,5–14,5 cm MC: około 45 g       | EN          |
|         | Microcebus arnholdi      | E.E. Louis, Engberg, McGuire, McCormick, Randriamampionona, Ranaivoarisoa, C.A. Bailey, Mittermeier & Lei Runhua, 2008                                                                                             | mikrusek samotny         | gatunek monotypowy | znany tylko z Parku Narodowego Monagne d’Ambre i rezerwatu specjalnego Forêt d’Ambre | DC: około 12,6 cm DO: 10,6–13,6 cm MC: około 45 g  | VU          |
|         | Microcebus lehilahytsara | Roos & Kappeler, 2005 | mikrusek kasztanowaty    | gatunek monotypowy | w i wokół rezerwatu specjalnego Anjanaharibe-Sud aż na północny zachód do Bealalany, obszar Andasibe, rezerwat specjalny Analamazaotra, obszaro chroniony Anjozorobe-Angavo oraz Park Narodowy Mantadia; granice zasięgu niejasne; zakres wysokości: poniżej 1760 m n.p.m. | DC: 8–9 cm DO: 10–12 cm MC: 45–48 g                | NT          |
|         | Microcebus berthae       | Rasoloarison, S.M. Goodman & Ganzhorn, 2000 | mikrusek malutki         | gatunek monotypowy | przybrzeżny obszar Manabe na południe do rzeki Tsiribihina; zakres wysokości: 0–150 m n.p.m. | DC: 9–9,5 cm DO: 13–14 cm MC: okołóo 31 g          | CR          |
|         | Microcebus myoxinus      | W.C.H. Peters, 1852 | mikrusek karłowaty       | gatunek monotypowy | lokalnie od północnego brzegu rzeki Tsiribihina na północ do Baie de Baly; zakres wysokości: 0–900 m n.p.m. | DC: 12–13 cm DO: 14–15 cm MC: około 42 g           | VU          |
|         | Microcebus rufus         | (Lesson, 1842) | mikrusek rdzawy          | gatunek monotypowy | granice zasięgu nieznane; być może od Parku Narodowego Ranomafana do Parku Narodowego Andringitra; zakres wysokości: 0–2000 m n.p.m. | DC: około 12 cm DO: 10,9–12,5 cm MC: około 44 g    | VU          |

Kategorie IUCN:  LC  – gatunek najmniejszej troski,  NT  – gatunek bliski zagrożenia,  VU  – gatunek narażony,  EN  – gatunek zagrożony,  CR  – gatunek krytycznie zagrożony,  DD  – gatunki o nieokreślonym stopniu zagrożenia.